# Chli Schärhorn
Chli Schärhorn – szczyt w Alp Glarneńskich, części Alp Zachodnich. Leży w Szwajcarii, w kantonie Uri. Należy do podgrupy Alp Glarneńskich właściwych. Szczyt można zdobyć ze schroniska Hüfihütte (2334 m) lub Ruchenhüttli (2755 m). 